# Tar (film)
Tar è un film del 2012 scritto e diretto da registi vari, con protagonista James Franco, nelle vesti di Charles Kenneth Williams, vincitore di numerosi premi letterari, tra cui il National Book Award per la poesia nel 1999 ed il Premio Pulitzer per la poesia nel 2000.
La pellicola è stata presentata alla 7ª edizione del Festival internazionale del film di Roma il 16 novembre 2012.

## Produzione
Le riprese del film si sono svolte a Detroit.

## Distribuzione
Il primo trailer viene diffuso online l'11 novembre 2013.
Il film viene presentato in anteprima mondiale il 16 novembre 2012 alla 7ª edizione del Festival internazionale del film di Roma, dove partecipa in concorso nella sezione CinemaXXI.
Successivamente viene presentato al South by Southwest nel marzo 2013.
L'anteprima statunitense avviene il 7 agosto 2013 a New York, mentre nel resto delle sale cinematografiche statunitensi viene distribuito a partire dal 1º dicembre 2013.

## Premi e riconoscimenti
- 2012 - Festival internazionale del film di Roma
  - Candidatura per il CinemaXXI Award